# Булда, Степан Константинович
Степан Константинович Булда (1912, Александрийский уезд, Херсонская губерния — 21 ноября 1965, Кривой Рог, Днепропетровская область) — красноармеец Рабоче-крестьянской Красной армии, участник Великой Отечественной войны. Герой Советского Союза (1944).

## Биография
Родился в 1912 году в селе Волчанка в крестьянской семье.
Получил начальное образование, работал в колхозе.
В декабре 1943 года был призван на службу в Рабоче-крестьянскую Красную армию. С января 1944 года — на фронтах Великой Отечественной войны, был пулемётчиком 129-го стрелкового полка 52-й стрелковой дивизии 57-й армии 3-го Украинского фронта. Отличился во время освобождения Молдавской ССР.
В ночь с 12 на 13 апреля 1944 года в районе села Бычок Григориопольского района Булда одним из первых переправился через Днестр вместе со станковым пулемётом. Во время боя за расширение плацдарма он ворвался на восточную окраину села Гура-Быкулуй Новоаненского района и был контратакован подразделениями противника. В течение 40 минут Булда, ведя неравный бой, уничтожил 24 немецких солдата и офицера, что позволило ему вырваться из окружения.
Указом Президиума Верховного Совета СССР от 13 сентября 1944 года красноармеец Степан Булда был удостоен высокого звания Героя Советского Союза с вручением ордена Ленина и медали «Золотая Звезда».
После окончания войны был демобилизован. Проживал в городе Кривой Рог Днепропетровской области Украинской ССР, работал слесарем на шахте имени Фрунзе, затем на ЦГОКе.
Умер 21 ноября 1965 года в городе Кривой Рог, где и похоронен на Бажановском кладбище.

## Награды
- медали «Золотая Звезда» (13 сентября 1944);
- Орден Ленина (13 сентября 1944);
- Медаль «За отвагу»;
- Медаль «За победу над Германией в Великой Отечественной войне 1941—1945 гг.».

## Память
- Имя на Стеле Героев в Кривом Роге;
- Именем названа улица в Кривом Роге.